# Leptogaster calceata
Leptogaster calceata là một loài ruồi trong họ Asilidae. Leptogaster calceata được Engel miêu tả năm 1925. Loài này phân bố ở vùng Cổ Bắc giới.